# 漳潮客語
漳潮客語，即客家語漳潮片，是客家語的一個支系。主要分佈在福建西南部（漳州市、龍巖市）、廣東東部（潮汕地區、海陸豐）、香港、台灣以及東南亞部分華裔客家人社區。因其主要通行地區分布於粵台片客家話與閩南語之間漳州、潮汕、海陸豐地區的客家地區，故由此得名。台灣主要客家語通行六大腔調其中有四種屬於漳潮片，包含海陸腔、大埔腔、饒平腔、詔安腔（依照台灣客家語腔調使用人口排列）。

## 形成
約為元~明代時期，粵台片客家語與漳州、潮汕、海陸豐地區之閩南語交流後，受閩南語在聲母、韻母、聲韻、詞彙以及方言差等不一程度的影響，而形成漳潮片下各小片。漳潮片作為粵台片客家語與閩南語的語言接觸過渡地帶。

## 分布
主要粵台片客家話與閩南語的過度地帶，分布於福建博平嶺至廣東蓮花山脈中段西南側(始於漳州南靖縣，終於汕尾海豐縣)客、閩方言接觸帶之客方言側。以博平嶺、蓮花山脈作為與粵台片之弱分界，與閩南語則以漸層分布方式作為語言弱分界。下列分布地區並不一定表示該縣市區主要使用語言為漳潮片客家話，而是將現有通行之地區全計入。

### 福建
龍巖市: 永定區
漳州市: 南靖縣、平和縣、雲霄縣、詔安縣

### 廣東
潮州市: 饒平縣
梅州市: 大埔縣、豐順縣
揭陽市: 揭東區、揭西縣、普寧市、惠來縣
汕尾市: 海豐縣、陸豐市、陸河縣

### 香港
元朗区: 水蕉村（平婆话）

### 台灣
桃園市: 觀音區、新屋區、楊梅區、中壢區、平鎮區、大溪區、八德區
新竹縣: 竹北市、竹東鎮、新埔鎮、關西鎮、新豐鄉、湖口鄉、芎林鄉、橫山鄉、北埔鄉、峨眉鄉、寶山鄉
苗栗縣: 頭份市、南庄鄉、三灣鄉、西湖鄉、卓蘭鎮
台中市: 豐原區、石岡區、東勢區、新社區
南投縣: 國姓鄉
雲林縣: 西螺鎮、崙背鄉、二崙鄉
宜蘭縣(部分)
花蓮縣(部分)
臺東縣(部分)

### 印尼
山口洋市

## 分片
- 漳北小片
- 漳南小片
- 饒平小片
- 埔順小片
- 揭西小片
- 海陸小片

##### 分類
- 根據《台灣饒平客話》，漳州地區的詔安、南靖、平和、雲霄，潮州的饒平，梅州的大埔、豐順可以歸類為客家語漳潮片。內有四個小片，分別為：[3]

1. 漳北小片：南靖
2. 漳南小片：平和、雲霄、詔安
3. 饒平小片：饒平和詔安太平鎮
4. 埔順小片：大埔、豐順

## 特點
由於位於客家話在與閩南語的接觸帶上，因此受到閩南語泉漳片、潮汕片之影響，吸收許多閩南語的詞彙。相較單純為6聲調之粵台片，漳潮片各小片之聲調為6~7之間。